# イージー?ハード?しかして進めっ!
「イージー?ハード?しかして進めっ!」（イージー ハード しかしてすすめっ）は、DIALOGUE+の楽曲で、10枚目のシングルである。作詞・作曲は田淵智也（UNISON SQUARE GARDEN）が担当している。2024年1月24日にポニーキャニオンから発売された。

## 概要
表題曲はテレビアニメ『弱キャラ友崎くん 2nd STAGE』のオープニングテーマとして使用された。また、カップリングの「誰かじゃないから」は、同アニメのエンディングテーマとして使用された。
初回限定盤には特典としてブックレットとBlu-rayが収録されている。Blu-rayには表題曲のミュージックビデオとメイキングに加え、2023年8月に東京・新宿文化センター 大ホールで開催された「SUMMER LIVE ～Welcome to D＋～」のライブ映像が収められている。

## 収録曲
| #         | タイトル                                          | 作詞         | 作曲       | 編曲       | 時間  |
| --------- | ------------------------------------------------- | ------------ | ---------- | ---------- | ----- |
| 1.        | 「イージー?ハード?しかして進めっ!」               | 田淵智也     | 田淵智也   | 伊藤翼     | 4:08  |
| 2.        | 「誰かじゃないから」                              | 大胡田なつき | 成田ハネダ | 成田ハネダ | 4:02  |
| 3.        | 「イージー?ハード?しかして進めっ!」(TV Size Ver.) |              |            |            | 1:31  |
| 4.        | 「誰かじゃないから」(TV Size Ver.)                |              |            |            | 1:31  |
| 5.        | 「イージー?ハード?しかして進めっ!」(Instrumental) |              |            |            | 4:08  |
| 6.        | 「誰かじゃないから」(Instrumental)                |              |            |            | 4:02  |
| 合計時間: | 合計時間:                                         | 合計時間:    | 合計時間:  | 合計時間:  | 19:22 |

| #  | タイトル                                                      | 作詞 | 作曲・編曲 |
| -- | ------------------------------------------------------------- | ---- | ---------- |
| 1. | 「イージー?ハード?しかして進めっ!」(Music Video)              |      |            |
| 2. | 「イージー?ハード?しかして進めっ!」(Making)                   |      |            |
| 3. | 「「SUMMER LIVE ～Welcome to D+～」 ライブ映像 セレクション」 |      |            |